# Premi Robert 2003
La 20ª edizione dei Premi Robert si è svolta a Copenaghen il 2 febbraio 2003.

## Vincitori e candidati
I vincitori sono indicati in grassetto, a seguire gli altri candidati.
Miglior film
- Open Hearts (Elsker dig for evigt), regia di Susanne Bier
- Okay, regia di Peter Bech
- I Am Dina (Jeg er Dina), regia di Ole Bornedal
- At kende sandheden, regia di Nils Malmros
- Wilbur Wants to Kill Himself, regia di Lone Scherfig

Miglior film per ragazzi
- Attenti a quei tre (Klatretøsen), regia di Hans Fabian Wullenweber
- Kald mig bare Aksel, regia di Pia Bovin
- Min søsters børn i sneen, regia di Tomas Villum Jensen

Miglior regista
- Nils Malmros - At kende sandheden
- Susanne Bier - Open Hearts (Elsker dig for evigt)
- Jesper W. Nielsen - Okay
- Helle Ryslinge - Halalabad Blues
- Lone Scherfig - Wilbur Wants to Kill Himself

Miglior attore protagonista
- Jens Albinus - At kende sandheden
- Kim Bodnia - Gamle mænd i nye biler
- Jørgen Kiil - Små ulykker
- Troels Lyby - Okay
- Mads Mikkelsen - Open Hearts (Elsker dig for evigt)

Miglior attrice protagonista
- Paprika Steen - Okay
- Maria Bonnevie - I Am Dina (Jeg er Dina)
- Trine Dyrholm - P.O.V.
- Sonja Richter - Open Hearts (Elsker dig for evigt)
- Anne-Grethe Bjarup Riis - Halalabad Blues

Miglior attore non protagonista
- Nikolaj Lie Kaas - Open Hearts (Elsker dig for evigt)
- Jesper Christensen - Små ulykker
- Ole Ernst - Okay
- Henrik Prip - Små ulykker
- Adrian Rawlins - Wilbur Wants to Kill Himself

Miglior attrice non protagonista
- Paprika Steen - Open Hearts (Elsker dig for evigt)
- Hella Joof - Humørkort-stativ-sælgerens søn
- Charlotte Munksgaard - Halalabad Blues
- Karen-Lise Mynster - Små ulykker
- Birthe Neumann - Open Hearts (Elsker dig for evigt)

Miglior sceneggiatura
- Nils Malmros e John Mogensen - At kende sandheden
- Kim Fupz Aakeson - Okay
- Nikolaj Arcel - Attenti a quei tre (Klatretøsen)
- Yüksel Isik - Omfavn mig måne
- Anders Thomas Jensen - Gamle mænd i nye biler

Miglior fotografia
- Dan Laustsen - I Am Dina (Jeg er Dina)
- Eigil Bryld - Charlie Butterfly
- Jørgen Johansson - Wilbur Wants to Kill Himself
- Jan Weincke - At kende sandheden
- Hans Welin - Omfavn mig måne

Miglior montaggio
- Pernille Bech Christensen e Thomas Krag - Open Hearts (Elsker dig for evigt)
- Tómas Gislason, Anders Refn, Jacob Thuesen - P.O.V.
- Mogens Hagedorn - Halalabad Blues
- Mikkel E.G. Nielsen - Gamle mænd i nye biler
- Miriam Nørgaard - Attenti a quei tre (Klatretøsen)

Miglior scenografia
- Steffen Aarfing e Marie í Dali - I Am Dina (Jeg er Dina)
- Peter De Neergaard - Halalabad Blues
- Peter Grant - Attenti a quei tre (Klatretøsen)
- Jette Lehmann - Wilbur Wants to Kill Himself
- Torben Stig Nielsen - Charlie Butterfly

Migliori costumi
- Dominique Borg - I Am Dina (Jeg er Dina)
- Sussie Bjørnvad - Charlie Butterfly
- Jane Haagensen - Halalabad Blues
- Françoise Nicolet - Wilbur Wants to Kill Himself
- Louize Nissen - Ulvepigen Tinke

Miglior musica
- Halfdan E - Okay
- Mazlum Cimen - Omfavn mig måne
- Carsten Dahl - Charlie Butterfly
- Magnus Dahlberg - Attenti a quei tre (Klatretøsen)
- Joachim Holbek - Halalabad Blues

Miglior canzone
- Nikolaj Steen - Okay
- Anggun - Open Hearts (Elsker dig for evigt)
- Carsten Dahl - Charlie Butterfly
- Freya - P.O.V.
- James Sampson - Min søsters børn i sneen

Miglior sonoro
- Michael Dela e Nino Jacobsen - I Am Dina (Jeg er Dina)
- Kim Dalum - Okay
- Michael Dela - At kende sandheden
- Rune Palving - Charlie Butterfly
- Bjørn Vidø - Attenti a quei tre (Klatretøsen)

Miglior trucco
- June Pålgard e Elisabeth Bukkehave - I Am Dina (Jeg er Dina)
- Tine Buch - Wilbur Wants to Kill Himself
- Marianne Færch - Halalabad Blues
- Liz Louis-Jensen - Charlie Butterfly
- Kim Olsson - Ulvepigen Tinke

Migliori effetti speciali
- Jonas Wagner, Morten Lynge, Niels Valentin Dal e Hummer Høimark - Attenti a quei tre (Klatretøsen)
- Lars Kolding Andersen - Min søsters børn i sneen
- Drengene fra Sonne - P.O.V.
- Steen Lyders Hansen, Søren Buus, Lasse Spang Olsen e Steen Herdel - Gamle mænd i nye biler
- Thomas Borch Nielsen - I Am Dina (Jeg er Dina)

Miglior film statunitense
- Gosford Park, regia di Robert Altman
- L'uomo che non c'era (The Man Who Wasn't There), regia di Joel ed Ethan Coen
- Monster's Ball - L'ombra della vita (Monster's Ball), regia di Marc Forster
- Il Signore degli Anelli - Le due torri (The Lord of the Rings: The Two Towers), regia di Peter Jackson
- Insomnia, regia di Christopher Nolan
- One Hour Photo, regia di Mark Romanek

Miglior film straniero non statunitense
- Il favoloso mondo di Amélie (Le fabuleux destin d'Amélie Poulain), regia di Jean-Pierre Jeunet
- Parla con lei (Hable con ella), regia di Pedro Almodóvar
- La pianista (La pianiste), regia di Michael Haneke
- L'uomo senza passato (Mies vailla menneisyyttä), regia di Aki Kaurismäki
- Lilja 4-ever, regia di Lukas Moodysson

Miglior documentario
- Angels of Brooklyn, regia di Camilla Hjelm e Martin Zandvliet

Miglior cortometraggio di finzione
- Habibti min elskede, regia di Pernille Fischer Christensen

Miglior cortometraggio documentario
- Palle Nielsen - mig skal intet fattes, regia di Jytte Rex

Premio del pubblico
- Open Hearts (Elsker dig for evigt), regia di Susanne Bier

Premio Robert onorario
- Kenneth Madsen